# Satanoperca
Genre
Le genre Satanoperca regroupe plusieurs espèces de poissons de la famille des Cichlidae.
Leur nom latin, Satanoperca, littéralement « perche diable », est souvent repris en français comme nom commun. Toutefois, cette appellation tient son origine dans leur apparence (tête proéminente...) et non dans leur tempérament qui en fait des poissons paisibles en aquarium.

## Liste des espèces
Selon FishBase (3 fev. 2016) :
- Satanoperca acuticeps - (Heckel, 1840)
- Satanoperca daemon - (Heckel, 1840)
- Satanoperca jurupari - (Heckel, 1840) - Poisson-diable
- Satanoperca leucosticta - (Müller et Troschel, 1849) - Poisson-diable, poisson-démon
- Satanoperca lilith - Kullander et Ferreira, 1988
- Satanoperca mapiritensis - (Fernández-Yépez, 1950)
- Satanoperca pappaterra - (Heckel, 1840)
- Satanoperca rhynchitis Kullander, 2012